# A Pharaoh to Remember
A Pharaoh to Remember (рус.  «Незабываемый Фараон») — семнадцатый эпизод третьего сезона мультсериала «Футурама». Североамериканская премьера этого эпизода состоялась 10 марта 2002 года.

## Сюжет
Бендер страдает от того, что никто не признаёт его величия и неповторимости.
Экипажу Межпланетного экспресса профессор поручает новое задание: доставить огромную глыбу песчаника на планету Осирис 4 — пустыню, населенную жителями, чей уклад жизни напоминает земной Древний Египет. Сразу после доставки экипаж корабля в полном составе берут в плен грузополучатели — приспешники фараона Герментотипа. Теперь они рабы и будут строить вместе с остальными гигантскую статую фараона.
Все, кроме Бендера, унижены и подавлены своим положением рабов, а тот проявляет недюжинную энергию в работе и очень скоро выбивается в надсмотрщики. К завершению работ прибывает сам Герментотип. Оценив усилия рабов, он желает освободить их, но в последнюю секунду его убивает свалившийся кусок собственной статуи — нос. Грядут выборы нового фараона и для этого на рассвете к Стене пророчеств пойдут жрецы и будут искать знак. Прознав про это, Бендер ночью тайком пробирается к Стене и на самом видном месте оставляет отпечаток своего лица.
Итак, Бендер — новый фараон, но радость Лилы и Фрая преждевременна: он заставляет всех, в том числе и своих друзей, возводить новую статую в честь себя, во много раз превышающую по размерам предыдущую. Она настолько велика, что головная антенна монумента выходит в стратосферу (там приходится работать в космических скафандрах), к тому же глаза статуи должны извергать пламя, а рот — произносить «Помните меня!» (Remember me!)
Статуя построена, но Бендеру она не нравится, и он требует разрушить её и начать строить всё заново. Тут кончается терпение не только рабов, но и приближённых фараона, поэтому они организовывают мгновенную «смену власти»: бросают спелёнутого Бендера в подвал и объявляют его умершим, к всеобщей радости. Также в подвал отправляются Фрай и Лила, как «любимые слуги» фараона.
В подвале под статуей обнаруживаются запасы гранатового шнапса, содержащего «100 % алкоголя». Лила предлагает взорвать монумент с его помощью, чтобы освободиться, но Бендеру жаль разрушать «самого себя». Тогда Фрай и Лила объявляют ему бойкот, зная, что у робота очень больное самолюбие. Тот действительно быстро сдаётся. Жизнь как бы мстит Бендеру за его чрезмерное самолюбие и тщеславие.
Статуя взорвана, друзья возвращаются домой, а Бендер строит планы на дальнейшее покорение мира.

## Персонажи
Список новых или периодически появляющихся персонажей сериала
- Австралийский парень
- Линда
- Морбо
- Дебют: Фараон Герментотип
- Сэл
- Скраффи
- Робопроповедник